# Герман Роршах
Ге́рман Ро́ршах (8 листопада 1884 , Цюрих  — 2 квітня 1922 , Герізау ) — швейцарський психіатр і психоаналітик, відомий завдяки розробці проективного тесту, знаного як тест Роршаха. Цей тест має відображати несвідому частину особистості, яка «проектується» на подразники. Людям показують 10 малюнків, по одному за раз, і просять повідомити, які об'єкти або рисунки вони бачать у кожному з них.

## Життєпис

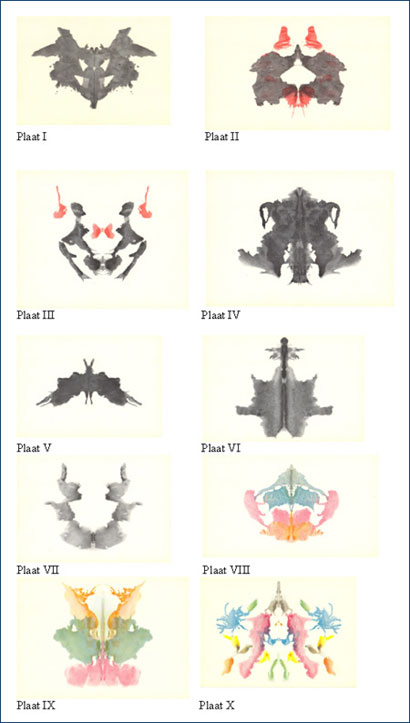
Картки з різними плямами з тесту Роршаха

Роршах народився в Цюриху, провів своє дитинство та юність у Шаффхаузені. Як і його батько, викладач мистецтва, Роршах займався живописом і малюнком звичайних фотографій. По закінченню середньої школи, він не міг зробити вибір між кар'єрою в мистецтві та науці. Написав листа до відомого німецького біолога Ернста Геккеля, просячи у нього поради. Науковець порадив вибрати науку, і Роршах вступив до медичної школи Цюрихського університету. Наприкінці 1913 року, після закінчення університету, він одружився з Ольгою Стемпелін з Казані (Татарстан, Російська імперія) і пара переїхала жити до Росії,
де вони так і не змогли знайти роботу лікарів. Згодом Роршах працював у психіатричних закладах Мюнстерлінгену, Берну, Вальдау і Херізау.
У 1917 році в них народився син, в 1919 році — дочка.
Роршах навчався у видатного психіатра Ойгена Блейлера, який навчав й Карла Юнга. Пожвавлення в інтелектуальних колах навколо психоаналізу постійно нагадали Роршаху його картинки дитинства. Ще будучи студентом-медиком, він почав цікавитися, чому різні люди часто бачили зовсім різні речі в одному і тому ж малюнку. Він показував малюнки школярам і аналізував їхні відповіді.
У 1857 році німецький лікар Юстинус Кернер опублікував популярну книгу віршів, кожен з яких був навіяний випадковим малюнком; було припущення, що книга стала відома Роршаху. Французький психолог Альфред Біне також експериментував з малюнками як з тестами на творчість.
До липня 1914 року Роршах повернувся до Швейцарії, де служив заступником директора в регіональній психіатричній лікарні в Херізау.
1921 року він написав свою книгу Psychodiagnostik, яка була основою тесту з плямами.
1 квітня 1922 року., через рік після написання своєї книги, у віці 37 років Роршах помер від перитоніту, який ймовірно, спричинив розрив апендиксу.

## Вшанування пам'яті
8 листопада 2013 року Google відзначив 129 років від дня народження Германа Роршах святковим логотипом. На головній сторінці пошукового сервісу було розміщено дудл, який зображає психіатра в кабінеті під час прийому, де він використовує химерні графічні форми для аналізу асоціативного ряду пацієнта.